# Jesurun Rak-Sakyi
Jesurun Rak-Sakyi (Southwark, 5 ottobre 2002) è un calciatore inglese, attaccante dello Sheffield Utd in prestito dal Crystal Palace.

## Biografia
È fratello minore di Samuel Rak Sakyi, che gioca nell'accademia del Chelsea

## Carriera

### Club
Rak-Sakyi è stato inizialmente nelle giovanili del Chelsea, prima di passare al Crystal Palace nel 2019. La sua prima apparizione con la prima squadra è stata in panchina contro il suo precedente club il 10 aprile 2021. Ha firmato il suo primo contratto da professionista due giorni dopo. Ha fatto il suo debutto in una sconfitta per 3-0 contro il Chelsea il 14 agosto 2021 in Premier League.
L'11 agosto 2022 si è unito al Charlton in prestito per la stagione 2022-23. Ha fatto il suo debutto a 19 anni in una vittoria per 5-1 contro il Plymouth in Football League One il 17 agosto 2022, dove ha segnato il primo gol della sua squadra. Dieci giorni dopo, il 27 agosto 2022, ha segnato nuovamente nel pareggio per 1-1 contro il Wycombe. È stato nominato giocatore dell'anno del club per le sue prestazioni nel corso della stagione.

### Nazionale
Sebbene sia eleggibile dalla nazionale ghanese tramite i suoi genitori, ha accettato la chiamata dell'Inghilterra Under-20 per rimpiazzare l'infortunato Anthony Gordon nel settembre 2021. Il 6 settembre 2021, ha debuttato segnando nella vittoria per 6-1 contro la Romania.

## Statistiche

### Presenze e reti nei club
Statistiche aggiornate al 20 ottobre 2023.
| Stagione        | Squadra         | Campionato      | Campionato | Campionato | Coppe nazionali | Coppe nazionali | Coppe nazionali | Coppe continentali | Coppe continentali | Coppe continentali | Altre coppe | Altre coppe | Altre coppe | Totale | Totale | Totale |
| Stagione        | Squadra         | Comp            | Pres       | Reti       | Comp            | Pres            | Reti            | Comp               | Pres               | Reti               | Comp        | Pres        | Reti        | Pres   | Reti   |        |
| --------------- | --------------- | --------------- | ---------- | ---------- | --------------- | --------------- | --------------- | ------------------ | ------------------ | ------------------ | ----------- | ----------- | ----------- | ------ | ------ | ------ |
| 2021-2022       | Crystal Palace  | PL              | 2          | 0          | FACup+CdL       | 0               | 0               |                    | -                  | -                  |             | -           | -           | 2      | 0      |        |
| 2022-2023       | Charlton        | FL1             | 43         | 15         | FACup+CdL       | 2+4             | 0               |                    | -                  | -                  | EFL Trophy  | 0           | 0           | 49     | 15     |        |
| 2023-2024       | Crystal Palace  | PL              | 5          | 0          | FACup+CdL       | 0+2             | 0               |                    | -                  | -                  |             | -           | -           | 7      | 0      |        |
| Totale carriera | Totale carriera | Totale carriera | 50         | 15         |                 | 8               | 0               |                    | -                  | -                  |             | 0           | 0           | 58     | 15     |        |